# Augusto Sánchez
Augusto Sánchez Beriguete (* 19. Dezember 1983 in Barahona) ist ein dominikanischer Radrennfahrer.

## Sportliche Laufbahn
Augusto Sánchez gewann 2004 eine Etappe bei der Tour de la Martinique. Im Jahr darauf war er auf einem Teilstück der Tour of Puerto Rico erfolgreich und wurde Gesamtdritter. In der Saison 2006 gewann er eine Etappe bei der Vuelta a Cuba und 2007 eine Etappe bei der Tour de la Guadeloupe. Ebenfalls 2007 wurde er erstmals nationaler Meister im Einzelzeitfahren und konnte diesen Erfolg bis 2014 noch drei Mal wiederholen. 2010 gewann er die Gesamtwertung der Vuelta a la Independencia Nacional und das Punktefahren bei den Zentralamerika- und Karibikspielen.  2011 entschied er bei dieser Rundfahrt eine Etappe für sich, 2016 sowie 2017 gehörte er zu dem Team, das jeweils das Mannschaftszeitfahren gewann. 2018 wurde er karibischer Meister im Einzelzeitfahren.

## Erfolge
2004
- eine Etappe Tour de la Martinique

2005
- eine Etappe Tour of Puerto Rico

2006
- eine Etappe Vuelta a Cuba

2007
- eine Etappe Tour de la Guadeloupe
- Dominikanischer Meister – Einzelzeitfahren

2010
- Gesamtwertung und eine Etappe Vuelta a la Independencia Nacional
- Dominikanischer Meister – Einzelzeitfahren

2011
- eine Etappe Vuelta a la Independencia Nacional

2014
- Dominikanischer Meister – Einzelzeitfahren

2016
- Mannschaftszeitfahren Vuelta a la Independencia Nacional

2017
- Mannschaftszeitfahren Vuelta a la Independencia Nacional
- Dominikanischer Meister – Einzelzeitfahren

2018
- Karibischer Meister – Einzelzeitfahren

## Teams
- 2008 Caico Cycling Team
- 2014 Differdange-Losch (bis 25. Juli)